# Eupithecia maculosa
Eupithecia maculosa är en fjärilsart som beskrevs av András Vojnits 1981. Eupithecia maculosa ingår i släktet Eupithecia och familjen mätare. Inga underarter finns listade i Catalogue of Life.